# کانوتیکس
کانوتیکس (به انگلیسی: kanotix) یک توزیع گنو/لینوکس است که بر مبنای توزیع دبیان پایه‌گذاری شده‌است.
از ویژگی‌های بارز کانوتیکس می‌توان به توانایی شناخت بهتر سخت‌افزار، اشاره کرد. این توزیع برای پردازنده‌های ۳۲ بیت i586 و AMD 64 بهینه و آماده شده‌است. کانوتیکس را می‌توان به صورت زنده و از روی لوح فشرده یا یواس‌بی اجرا کرد یا روی دیسک سخت نصب نمود.
کانوتیکس برای مدیریت بسته‌های نصب شده از ابزار بسته‌بندی پیشرفته دبین استفاده می‌کند.

## محیط کانوتیکس
کانوتیکس به‌طور پیش فرض از کی‌دی‌ای استفاده می‌کند. اما امکان نصب گنوم هم با استفاده از ابزار بسته‌بدنی پیشرفته دبیان وجود دارد.